# Schuhleistenkeil

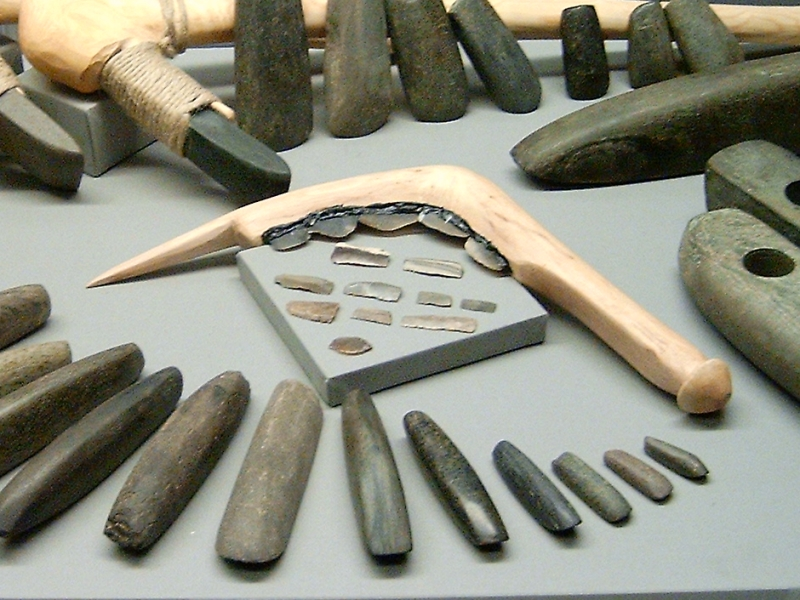
Schuhleistenkeile (vorne)

Der Schuhleistenkeil ist eine in der Archäologie verbreitete Bezeichnung für Klingen prähistorischer Dechseln. Diese bestehen aus überschliffenem Felsgestein, die als Formentyp zu den charakteristischen Geräten der Linearbandkeramischen Kultur (5500–4900 v. Chr.) gehören. Schuhleistenkeile des Mittelneolithikums (Stichbandkeramik, Rössener Kultur) weisen oft Durchlochungen auf. Im späten Mittel- und im Jungneolithikum wurde die Dominanz querschneidiger Dechsel durch Beile und Äxte mit Parallelschäftung abgelöst.

## Begriff
Der Begriff wurde im 19. Jahrhundert von Archäologen nach den entfernt ähnlich erscheinenden Holz-Leisten des Schuhmachers geprägt. Als Terminus technicus ist das Wort „Schuhleistenkeil“ bei Archäologen umstritten, da von einigen Bearbeitern auch für den bandkeramischen schmalhohen Typ ausschließlich der Begriff „Dechsel“ verwendet wird. Andere Bearbeiter verwenden den Begriff ganz bewusst, um den schmalhohen Dechseltyp von den Flachbeilen (fälschlich auch „Flachhacken“ genannt) abzugrenzen. Der vor allem für die Linien- und Stichbandkeramik typische „Schuhleistenkeil“ weist in der Seitenansicht einen plankonvexen Umriss auf. Er besitzt eine konvex gewölbte Ober- und eine flache Unterseite. Im Profil ist er gewölbt rechteckig oder leicht trapezförmig. Der der Schneide gegenüberliegende Nacken ist meist flach, während die Schneide breiter als der Nacken und in der Regel konvex gebogen ist. Der klassische Schuhleistenkeil hat eine asymmetrisch aufgewölbte Schneide. Die ebenfalls hochgewölbten Dechsel der Hinkelstein-Kultur (so genannte Hinkelsteinkeile) unterscheiden sich durch ihre symmetrische Schneidenwölbung.

## Verwendung

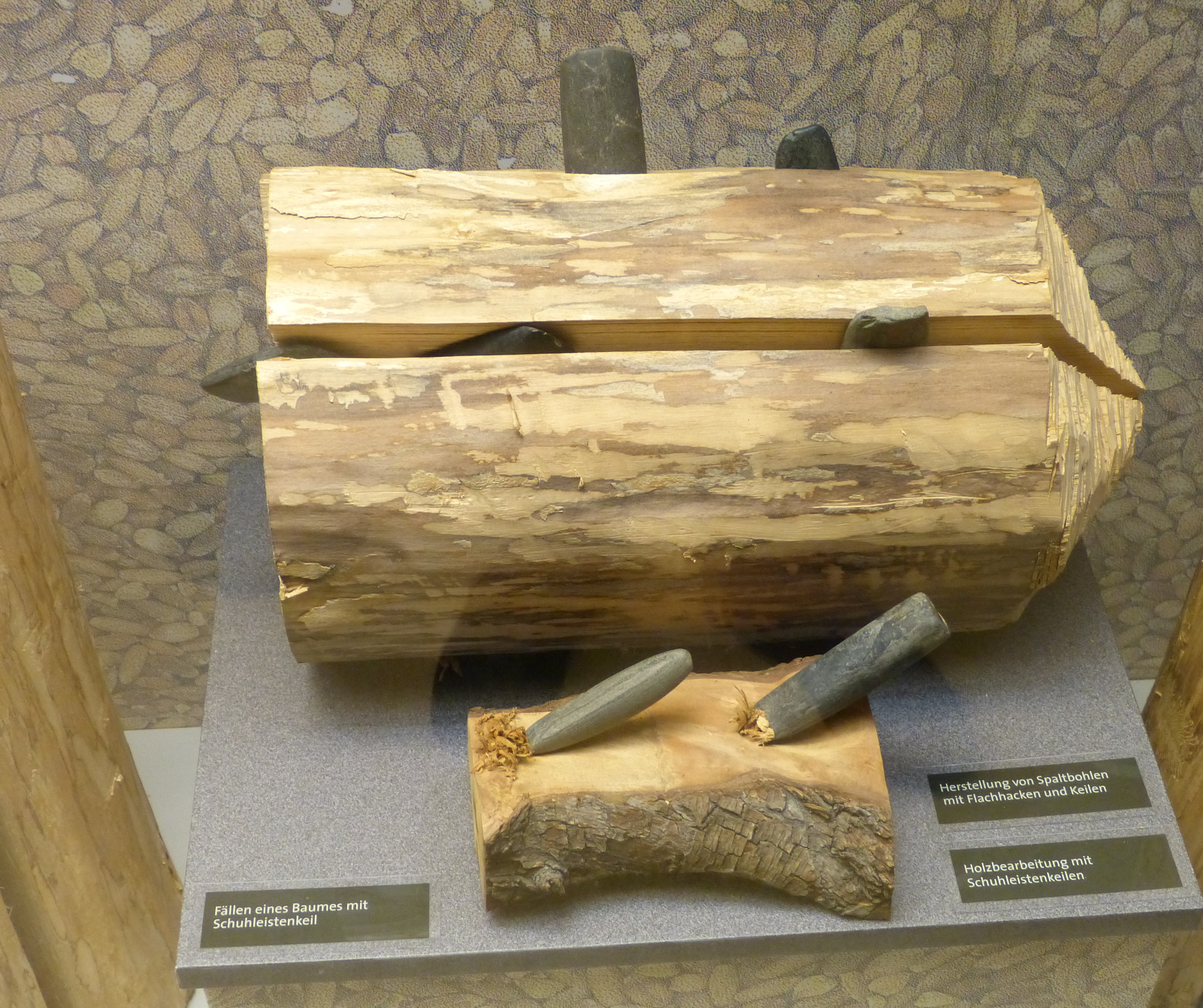
Schuhleistenkeile bei der Holzverarbeitung, Museum für Ur- und Frühgeschichte (Weimar)

Neolithische Dechseln wurden primär zur Holzverarbeitung verwendet.
Die Deutung als Hacken oder Pflugschar wurde zu Beginn der 1960er Jahre durch Egon Henning widerlegt.
Die Größe der Dechselklingen schwankt zwischen miniaturisierten Exemplaren (10 cm), die der Feinbearbeitung, etwa für Hohlgefäße (Brunnen von Kückhoven, Schleusnig), oder zur Herstellung von Holzverbindungen dienten. An den Bohlen des Bandkeramischen Brunnens von Altscherbitz sind vielfach Hiebspuren von Dechseln erkennbar. Exemplare von 25 bis zu 40 cm Länge erscheinen ergonomisch als Werkzeug ungeeignet. Sie werden, analog zu völkerkundlichen Vorbildern, etwa aus Neuguinea, als Prestigeobjekte interpretiert.
Das Gewicht, die Schäftungstiefe, die Länge des ungeschäfteten Teils der Klinge sind ausschlaggebend für die Verwendung in Bezug auf Einschlagskraft, -tiefe und -winkel. Besonders breite Exemplare eigneten sich für das Fällen von Bäumen. Eventuell sind schmal-hohe Klingen bedingt durch ihre Stabilität und Masse für grobe Arbeiten gebraucht worden. Diese Klingen in filigraner Ausführung wurden mutmaßlich zum Herstellen tiefer Löcher oder Nute im Holz verwendet. Die ungeschäftete Klinge kann man als Meißel oder Keil zum Spalten von Holz benutzen. Die Dechselklinge als Hobel ist ebenfalls denkbar. Die Funktion lässt sich durch das Verändern des Verhältnisses zwischen Klinge und Schäftung, Hinzufügen eines Griffs oder Abschleifen der Schneide verändern. Die Zweitverarbeitung einer Dechselklinge ist ebenso möglich. Tatsächlich wurden schon leicht beschädigte Dechselklingen weggeworfen, da man sie auch für feine Arbeiten benutzte.
Neben der Verwendung als Holzbearbeitungswerkzeug ist auch die Funktion als Waffe belegt. Beim Massaker von Talheim (Baden-Württemberg) wie auch im Grabenwerk von Schletz (Niederösterreich) können eine Reihe von Schädelfrakturen eindeutig darauf zurückgeführt werden, dass die Opfer mittels geschäfteter Schuhleistenkeile erschlagen worden sind.

## Rohmaterial
Rohmaterialien für geschliffene Dechselklingen können sowohl Metamorphite, Vulkanite als auch Sedimentite sein. Bei Vulkaniten und Sedimentiten mit amorpher Gesteinsstruktur ist ein materialbedingtes Brechen seltener gegeben als bei Metamorphiten, die oft natürliche kristalline Spaltflächen aufweisen.
Als Rohmaterial bandkeramischer Schuhleistenkeile wurden bevorzugt Amphibolite verwendet, worunter metamorphe Gesteinsarten der Aktinolith-Hornblende-Schiefer-Gruppe (Kürzel: AHS-Gruppe) zusammengefasst werden. Ein weiteres häufiges Material ist Grünschiefer, seltener sind dagegen Phthanit (Herkunftsgebiete im Elsass und in Belgien), wie auch Basalt oder der so genannte „Wetzschiefer“. Als Herkunftsgebiet des weit verbreiteten Amphibolits in bandkeramischen Fundplätzen Deutschlands wurde lange das Fichtelgebirge oder der Böhmerwald angenommen, ohne dass konkrete Abbaustollen bekannt waren.
Weitere Vorkommen gibt es im sächsischen Erzgebirge und im Schwarzwald. Erst 2001 wurden bei Jistebsko, Kataster Jablonec nad Nisou im böhmischen Isergebirge Spuren des jungsteinzeitlichen Abbaus von Amphibolit (Aktinolith-Hornblende-Schiefer) entdeckt.
Geochemische Untersuchungen belegen, dass ein erheblicher Teil der bandkeramischen Dechselklingen aus Gestein von dieser Lokalität gefertigt wurde.
Die Funde, vor allem Halbfabrikate, aus Hienheim „am Weinberg“ geben Aufschluss über die Herstellung von Dechseln und Beilen. Die Artefakte ließen Schleifen, Picken, Durchbohrungen, Sägen und die am meisten angewandte Schlagtechnik als Bearbeitungsmethoden erkennen. Die Längsachse der Klingen verläuft bei metamorphen Gesteinen parallel zur Gesteinsstruktur. Dies zeigt, dass prähistorische Steinhauer gezielt Rohformen für die Verarbeitung zu Dechseln hergestellt haben.
Neben Dechseln aus Gestein gab es in der Bandkeramischen Kultur auch modifizierte Metapodien, deren Formgebung auf Verwendung als Dechselklingen hinweist.

## Schäftung
Anhand der Polituren auf Dechselklingen können Rückschlüsse auf die Schäftung gewonnen werden. Typisch ist die „Knieholmschäftung“ (spitzwinklige Astansätze von Eschen, Buchen oder Eichen). Selten wurden stumpfwinklige Schäftungen gefunden, wie im bandkeramischen Brunnen Altscherbitz. Leicht trapezförmige, hohe und flache rechteckige Klingen wurden direkt nach Fertigstellung bis zur breitesten und höchsten Stelle geschäftet. Diese liegt im Idealfall bei der Hälfte der Länge. Durch Nachschärfung verändert sich dieses Verhältnis und die Klinge kann bis zu 50 % der Länge verlieren.
Eine Diskussion von Dechselklingen als Beitel bzw. Meißel beruht bislang eher auf theoretischen Möglichkeiten als auf Bodenfunden. Allerdings legen die Spuren an Brunnenbohlen der Bandkeramik im Bereich der Verkämmung den Einsatz von Beiteln nahe.
Bei alt- und mittelneolithischen Dechseln ist auch die Verwendung von Zwischenfuttern aus Rothirschgeweih denkbar, jedoch bislang nicht als Bodenfund belegt. Stattdessen sind ausschließlich die Klingen erhalten, auf deren Unterseite einseitige Spuren von der Auflage auf dem Holm zu erkennen sind. Flachbeile mit Zwischenfutter werden in Feuchtbodensiedlungen des Jung- bis Endneolithikums häufig gefunden, dort aber eher in Verbindung mit so genannten „Flügelholmschäftungen“ und einer senkrecht stehenden Beilklinge.
In seltenen Fällen konnten Hinweise auf die Schäftung von Schuhleistenkeilen an den Klingen erkannt werden. Stets wurde beobachtet, dass die flache Ventralseite mit dem Holm verbunden war, was sich entweder als Farbunterschied oder als quer laufender Absatz zur Vermeidung des Rutschens zeigt. Jürgen Weiner und Alfred Pawlik argumentieren auf der Basis von Schäftungsspuren überzeugend für die "Knieholmschäftung", also Dechselholme aus spitzwinkligen Astansätzen. Die Befestigung am Holm erfolgte wahrscheinlich meist mit Textilfasern (Flachs) oder Bastfaser (hier vor allem Lindenbast).
Bezüglich des Materials für die Wicklung ist lediglich eine Ausnahme bekannt bei einem Schuhleistenkeil, der 1877 als Grabbeigabe im frühbronzezeitlichen Grabhügel von Leubingen gefunden wurde. Der Ausgräber Friedrich Klopfleisch beschrieb im Grabungsbericht von 1878 dessen Wicklung als Riemen, was ohne weitere Erklärung eher an Leder denken lässt. Wie Hennig zu Recht anmerkt, sind Lederriemen jedoch ungeeignet für Beilumwicklungen, da sie sich bei der in unserem Klima unvermeidlichen Feuchtigkeitsaufnahme weiten und die Schäftung lockern. Die sekundäre Verwendung von frühneolithischen Schuhleistenkeilen in der Frühbronzezeit ist mehrfach belegt, sie werden in diesen Fällen allerdings eher als Statussymbole und nicht mehr als Werkzeuge gedeutet.
In den Nachfolgekulturen der Linienbandkeramik, besonders in der Stichbandkeramik, der Hinkelstein-, Großgartacher-, Rössener- und Lengyel-Kultur, gab es durchlochte Schuhleistenkeile. Diese durchlochten Dechsel repräsentieren ausschließlich den schmalhohen Typ und werden als Typ Schuhleistenkeil von den mittelneolithischen Flachbeilen unterschieden. Ein Exemplar mit großem Schaftloch wurde im Bereich der Kreisgrabenanlage von Goseck gefunden. Da die Lochdurchmesser in anderen Fällen recht klein sind, ist bislang ungeklärt, ob diese zur Aufnahme des hölzernen Schaftes gedient haben und solche Schuhleistenkeile als Äxte eingesetzt wurden. Sofern sie lediglich zur Fixierung der Dechsel mittels Schnüren bzw. Riemen gedient haben, können die Durchlochungen waagerecht gelegen haben, so dass dann ebenfalls eine Dechselschäftung mit quer liegender Schneide vorliegt. Alternativ dazu werden diese durchlochten und meist sehr schweren Schuhleistenkeile als Setzkeile interpretiert.

## Fundumstände
Schuhleistenkeile kommen oft in benutzbarem Zustand als Grabbeigabe in bandkeramischen Körpergräbern vor, hier jedoch ausschließlich bei Männern. In Brandgräbern werden sie oft fragmentarisch gefunden, da sie mit dem Toten als Teil der persönlichen Ausrüstung verbrannt wurden. Bei den durchlochten „doppelschneidigen (doppelaxtförmigen) Dechseln“ handelt es sich nicht um Querbeilklingen, sondern mit großer Wahrscheinlichkeit um Keulenköpfe („Armkeulen“). Ein mit 37,7 cm besonders großes Exemplar stammt aus Grab 185 (Brandgrab) der bandkeramischen Nekropole von Aiterhofen, Landkreis Straubing-Bogen. Schuhleistenkeile kommen auch hauptsächlich als Fragmente in Siedlungen vor, jedoch ist dort der Anteil an Flachbeilen im Vergleich zu den Gräbern wesentlich höher.
Dechselklingen (als Halbfabrikat und in vollständig überschliffener Form) sind in Hortfunden zahlreich belegt.
Vereinzelt finden sich Dechselklingen im Bereich der Trichterbecherkultur Nordeuropas. Es handelt sich wohl um Importe. Ein hohes, durchlochtes Exemplar stammt beispielsweise aus Molbergen im Landkreis Cloppenburg. Es hat eine Länge von 23,5 cm und eine Breite von 3,3 cm.

## Parallelentwicklungen
Vergleichbare Werkzeugfunde sind u. a. von den polynesischen Inseln bekannt. Die aus Basalt, auf einigen Inseln auch aus der Schale der Tridacna gigas gefertigten Klingen haben entweder einen trapezförmigen oder plan-konvexen Querschnitt und sind zum Teil sehr sorgfältig geschliffen. Die Klingen wurden in Dechseln geschäftet und noch bis in das 20. Jahrhundert etwa beim Bootsbau verwendet.